# Liga Angrense
Liga Angrense de Desportos é uma liga esportiva municipal da cidade de Angra dos Reis, RJ, Brasil. 
Sua sede está localizada no Centro da Cidade do Rio de Janeiro, mas atualmente voltou a Angra dos Reis.
Além de organizar campeonatos esportivos a nível municipal, a liga também participa do Campeonato Estadual de Futebol de Ligas Municipais do Rio de Janeiro.
No basquetebol, a Liga Angrense já atuou como um clube e foi vice-campeão do Campeonato Carioca de Basquete em 1992, e campeão em 1993, durante a presidência de Paulo Koracakis.

## Presidência
| Presidente                                                                                       | Mandato                 | Referência |
| ------------------------------------------------------------------------------------------------ | ----------------------- | ---------- |
| Miguel Arcanjo Moreira Delfino                                                                   | 28-02-2011 a 28-02-2015 | [ 1 ]      |
| Walkir dos Santos Bezerra (licenciado - assumirá seu Vice-Presidente: Miguel Arcanjo M. Delfino) | 04/12/2015 a 04/12/2019 | [ 2 ]      |